# Étienne Goupillon
Étienne Goupillon, mort en 1493 à Rome, est un évêque de Séez  du XVe siècle.  

## Biographie
Étienne Goupillon et Gilles de Laval, disputent le siège épiscopal de Seès. Leurs droits se balancent tellement que la cour de Rome et le parlement de Rouen ne veulent point prononcer; les chanoines et les curés sont divisés.Le duc René d'Alençon et la duchesse Marguerite  après un mûr examen des prétentions réciproques, se décident pour Goupillon, nommé le premier, et qui a reçu ses bulles du pape Sixte IV.
Sa  mort en 1493 met fin au schisme qui divisait le diocèse de Séez.